# 三嶋章夫
三嶋章夫（1969年8月3日—），國王唱片（King Records）的製作人，第三創作本部MM製作部總監，暱稱是。

## 担任制作人的作品
- 心跳回忆系列（OVA，1999年）
- （OVA，2002年）
- 魔法少女奈葉系列
  - 魔法少女奈葉（電視動畫，2004年）
  - 魔法少女奈葉A's（電視動畫，2005年）
  - 魔法少女奈葉StrikerS（電視動畫，2007年）
  - 魔法少女奈葉 The MOVIE 1st（劇場版，2010年）
  - 魔法少女奈葉 The MOVIE 2nd A's（劇場版，2012年）
- 十字架與吸血鬼（電視動畫，2007年）
  - 十字架與吸血鬼CAPU2（電視動畫，2008年）
- 白色相簿（電視動畫，2009年）
  - 白色相簿2（電視動畫，2013年）
- DOG DAYS系列 ※ Supervisor
  - DOG DAYS（電視動畫，2011年）
  - DOG DAYS'（電視動畫，2012年）
- 歌之王子殿下 真愛1000%（電視動畫，2011年）
  - 歌之王子殿下 真愛2000%（電視動畫，2013年）
- BLOOD-C（電視動畫，2011年）
- 戰姬絕唱SYMPHOGEAR（電視動畫，2012年）
  - 戰姬絕唱SYMPHOGEAR G（電視動畫，2013年）
- 革命機Valvrave（電視動畫，2013年，主題曲製作人）
- CROSSANGE 天使與龍的輪舞（電視動畫，2014年）

## 擔任製作人的声优
- 田村由香里
- 水樹奈奈
- 宮野真守
- 唯夏織（小倉唯、石原夏織）

## 關聯條目
- 國王唱片（King Reocrds）
  - 第三創作本部MM製作部
- STARCHILD
- 大月俊倫

## 外部連結
- （日語） 特集：魔法少女リリカルなのは　ネット、声優人気でブレークのマジカルストーリー(まんたんウェブ) - 毎日ｊｐ(毎日新聞)